# Carly Piper
Carly Piper (n. 23 septembrie 1983, Grosse Pointe⁠(d), Michigan, SUA) este o înotătoare americană, medaliată olimpică. A participat la o ediție a Jocurilor Olimpice (2004) în care a câștigat două medalii de aur.